# Láska! Prsty! Salman Rushdie!
Láska! Prsty! Salman Rushdie! je divadelní hra Daniela Majlinga z roku 2021. Autor drama napsal na motivy svých povídek Za vodou a O skutečné hodnotě literatury, které vyšly v komiksové knize Rudo.
Světová premiéra hry proběhla v bratislavském Divadle Astorka Korzo '90 19. 5. 2021. Režisér Michal Vajdička do rolí Ruda, Soetkina, Nele a Ivana obsadil Juraje Kemku, Róberta Jakaba, Zuzanu Porubjakovou a Mariána Miezgu.
V České republice hru premiérovalo 4. 6. 2022 Divadlo na Vinohradech ve studiové scéně v režii Barbory Maškové. V představení hráli Jiří Maryško, Jiří Roskot, Antonie Talacková a Kryštof Rímský. Diváci mohli hru zhlédnout do 12. 6. 2024.

## Obsah

### Postavy
- Rudo
- Soetkin
- Nele
- Ivan

### Děj
Rudo je neúspěšný spisovatel a společnosti se straní. Jeho život nepřevrátí ani to, že má v bytě ukrýt pronásledovaného kolegu Salmana Rushdieho. Soetkin, se kterým Rudo chodil do školy, se rozhodne udat Rushdieho mafii s vidinou řešení svých vlastních problémů.

## Divadelní inscenace

### Soupis
- 2021  Láska. Prsty. Salman Rushdie., Divadlo Astorka Korzo '90, režie: Michal Vajdička, hrají: Juraj Kemka, Róbert Jakab, Zuzana Porubjaková, Marián Miezga
- 2022  Láska! Prsty! Salman Rushdie!, Divadlo na Vinohradech, překlad: Vladimír Čepek, režie: Barbora Mašková, hrají: Jiří Maryško, Jiří Roskot, Antonie Talacková, Kryštof Rímský

### Galerie z inscenace Divadla na Vinohradech

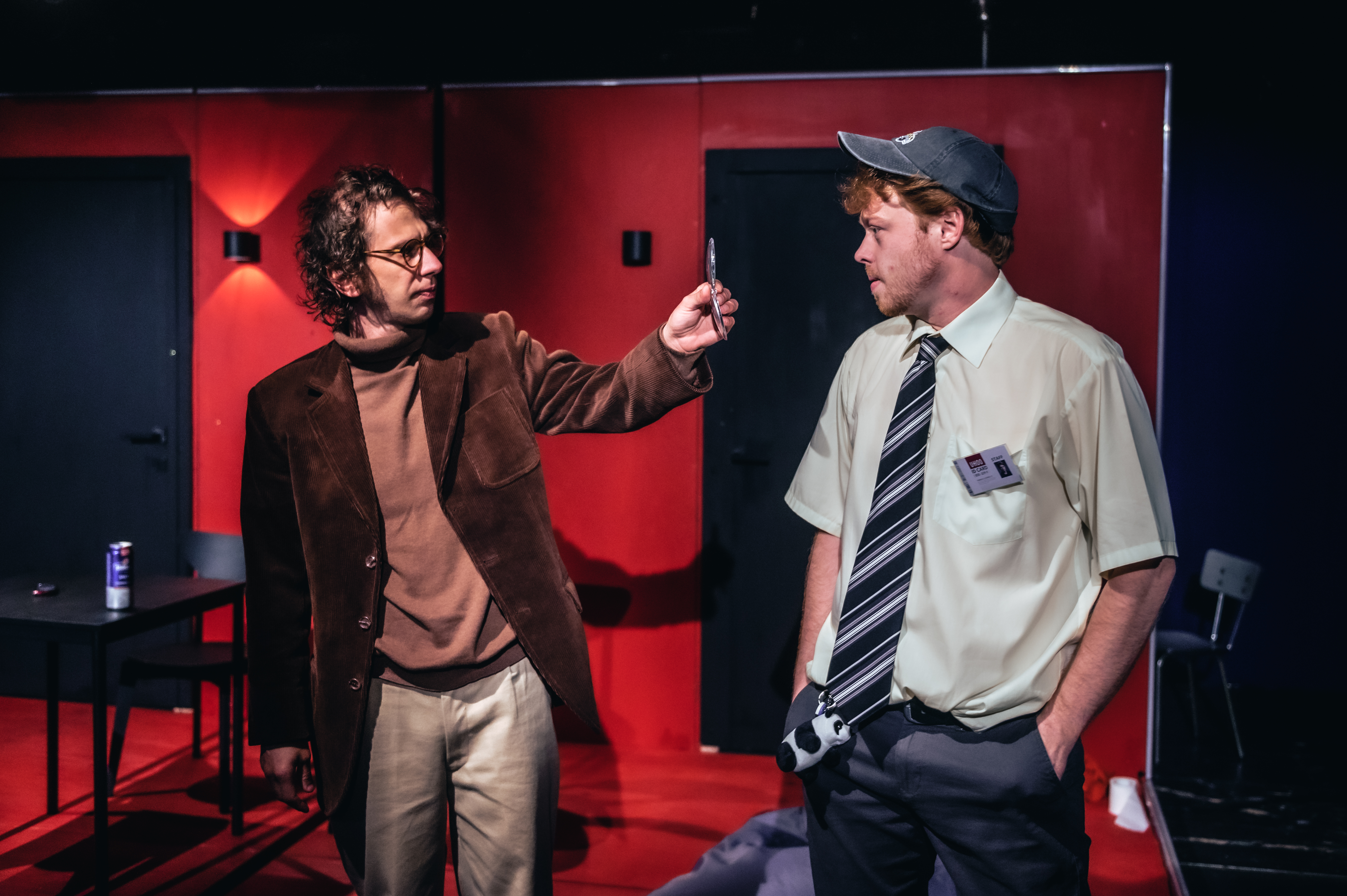
Jiří Maryško jako Rudo a Jiří Roskot jako Soetkin
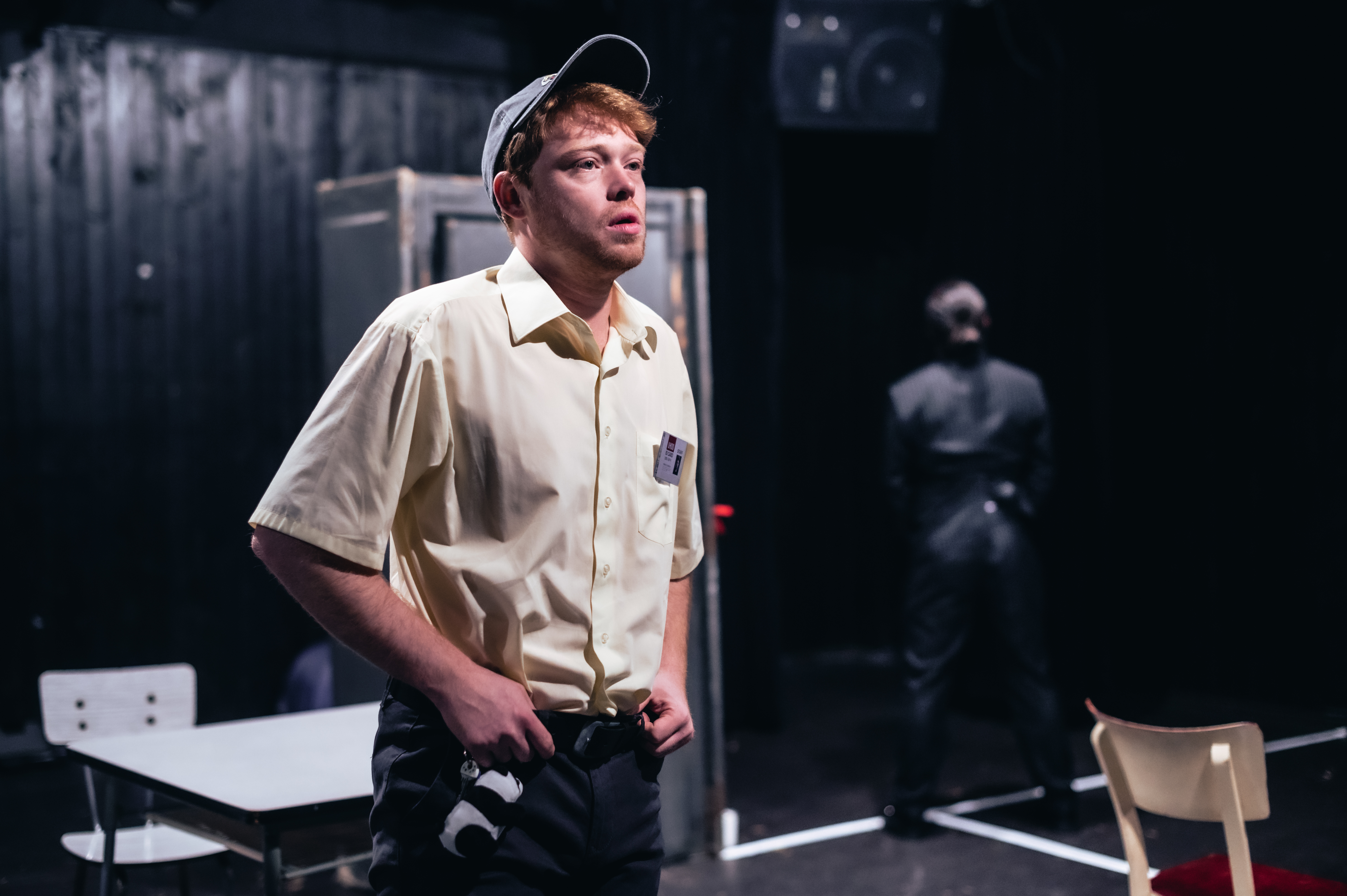
Jiří Roskot jako Soetkin
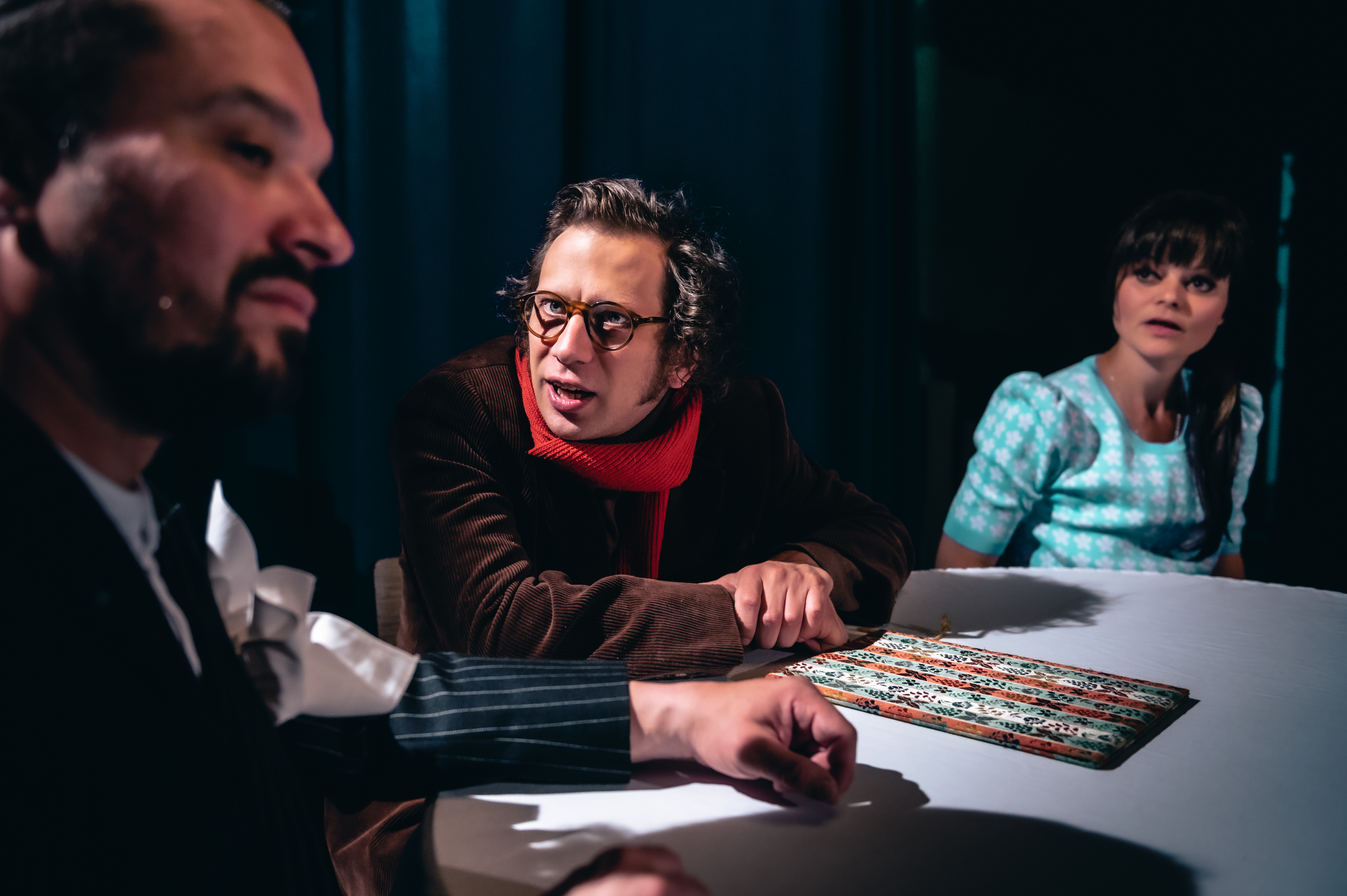
Kryštof Rímský, Jiří Maryško a Antonie Talacková
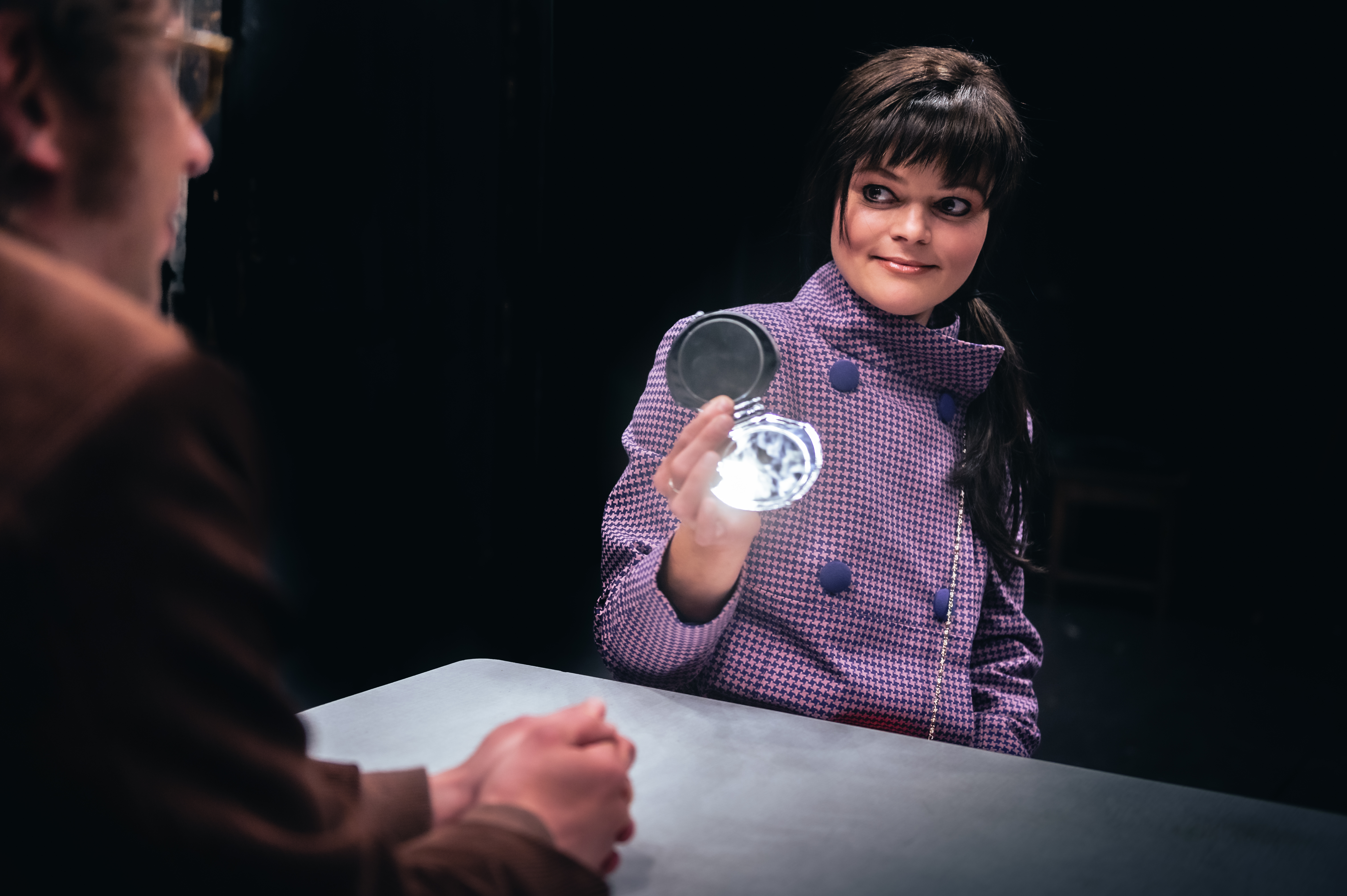
Antonie Talacková jako Nele
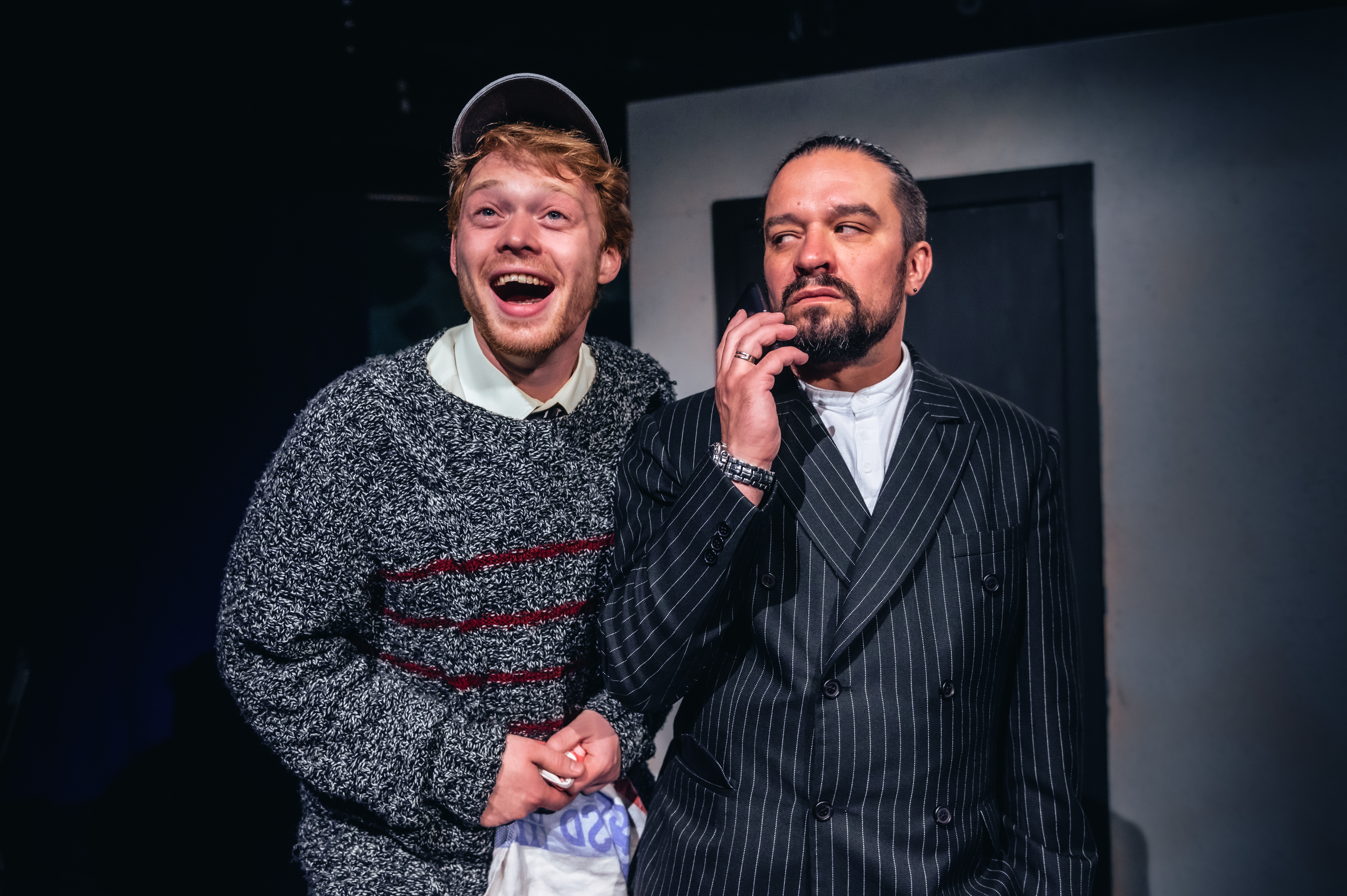
Jiří Roskot jako Soetkin a Kryštof Rímský jako Ivan